# Allegato VI Trattato di Pace di Parigi del 1947
L'allegato VI del Trattato di Parigi fra l'Italia e le potenze alleate tratta dello Statuto Permanente del Territorio Libero di Trieste. Vi sono indicate tutte le caratteristiche e le prerogative dello stato in ambito politico, economico e sociale. Come specificato all'articolo 38, lo statuto permanente sarebbe dovuto entrare in vigore in base a una determina del Consiglio di Sicurezza dell’Organizzazione delle Nazioni Unite; pertanto il Territorio Libero di Trieste, diviso in zona A e zona B, fu retto dallo “Strumento per il regime provvisorio”, presente nell'allegato VII del Trattato di Pace.